# 日本興業銀行
株式会社日本興業銀行（英文：The Industrial Bank of Japan, Limited），简称“興銀”（こうぎん），英文缩写"IBJ"，是日本一家特殊銀行、普通銀行、長期信用銀行。
对支持明治维新后的重工业发展，军事工业的扩张、日本的资本输出，二战后的重建以及通过发行外国债券实现日本的经济起飞均发挥了重大作用。
现为瑞穗银行的前身之一。

## 历史
根据前田正名提出的“主要意见”提议促进农业和轻工业于1897年（明治30年）成立的日本劝业银行，主要关注与农业密切相关的轻工业，如蚕业、纺织品和食品。日俄战争前迅速发展起来的炼钢、造船和电力等重工业被排除在外。另一方面，日本经济的发展和随之而来的经济危机（特别是1890年和1898年）显示出国内资本短缺，工业界对外资引入的需求突出。然而，单靠公司筹集外资、在政府担保下发行外国债券、向国内重工业提供贷款是困难的。所谓的“工业中央银行”这种新型金融机构的概念显现。
1899年1月，“日本興業銀行法”草案提交给了第13届国会。对于政府是否担保外国债券的本息的争议，导致法案未能通过。 在接下来的第14届国会中重新安排进立法程序，最终政府担保规则被删除，外国债券发行没有了法律规定。经过大量曲折，于1900年3月完成并颁布该法。日本興業銀行创始大会于1902年举行，开始运作的资本为1000万日元（相当于当时国家预算的10％以上）。
1950年4月废除“日本興業銀行法”，并根据“银行法”将其转变为普通银行。继续作为“银行的银行”，专注于长期融资。1952年，根据颁布的“长期信贷银行法”，转变为长期信贷银行。1974年11月成立IBJ信托。
2000年9月29日由日本兴业银行、富士银行和第一劝业银行组成日本瑞穗金融集团。2002年4月1日，日本兴业银行消费者银行部门在分拆和转让后被瑞穗統合準備银行吸收；第一劝业银行合并富士银行与日本兴业银行的个人金融业务，并更名为株式会社瑞穗银行；随即于同日然后第一劝业银行瑞穗統合準備银行并入株式会社瑞穗银行。日本兴业银行本身被解散，企业和投资银行部门合并到富士银行，富士银行将其公司名称更改为瑞穗实业银行。2013年7月1日瑞穗实业银行并入株式会社瑞穗银行。2002年4月1日 - 第一劝业银行合并富士银行与日本兴业银行的个人金融业务，并更名为株式会社瑞穗银行。其中，日本兴业银行的个人金融业务在更名当日先移交予2002年1月8日成立的瑞穗统合准备银行（みずほ統合準備銀行），随即于同日并入瑞穗银行；日本兴业银行本身则将富士银行并入，更名为瑞穗实业银行。

## 在中国
1980年2月在香港成立由香港分行、亚洲兴银、中国银行合资兴办的中芝兴业财务有限公司。1981年9月成立北京代表处。1982年12月成立上海代表处。1984年3月成立广州代表处。1985年4月成立大连代表处。1991年8月上海代表处升级为“支店”并开始运营（日本兴业银行上海分行）。1992年11月大连代表处升级为“支店”并开始运营。1995年12月成立武汉代表处。1996年3月北京代表处升级为“支店”并开始运营。1997年3月上海支店启动人民币业务。